# Wereldkampioenschappen alpineskiën 1999

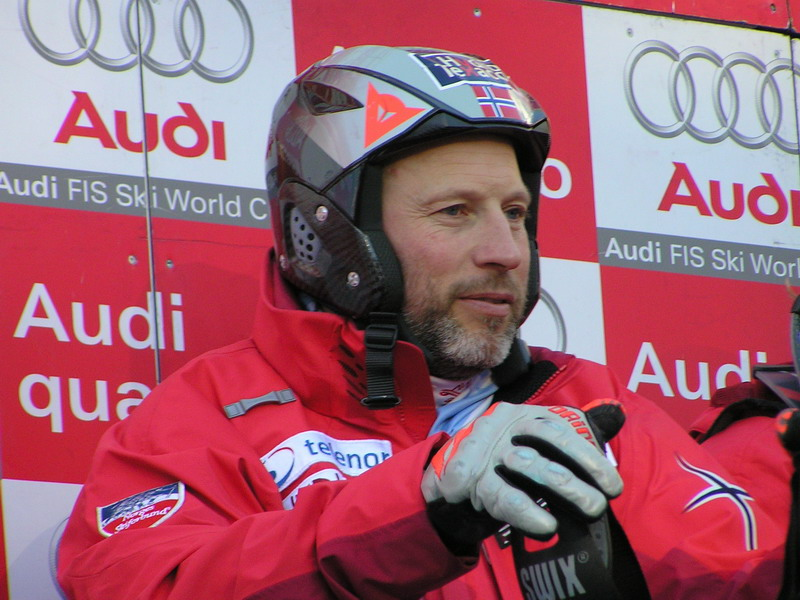
Lasse Kjus, winnaar van twee gouden en drie zilveren medailles.

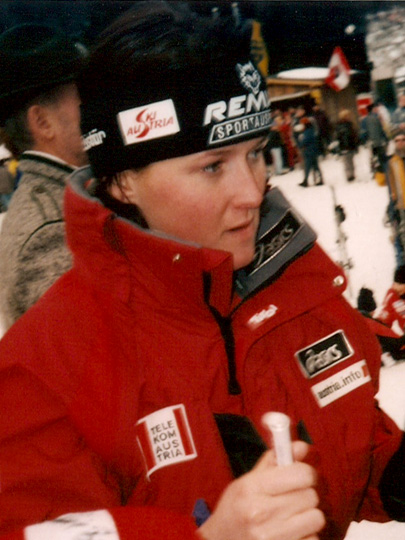
Alexandra Meissnitzer, winnares van twee gouden medailles.

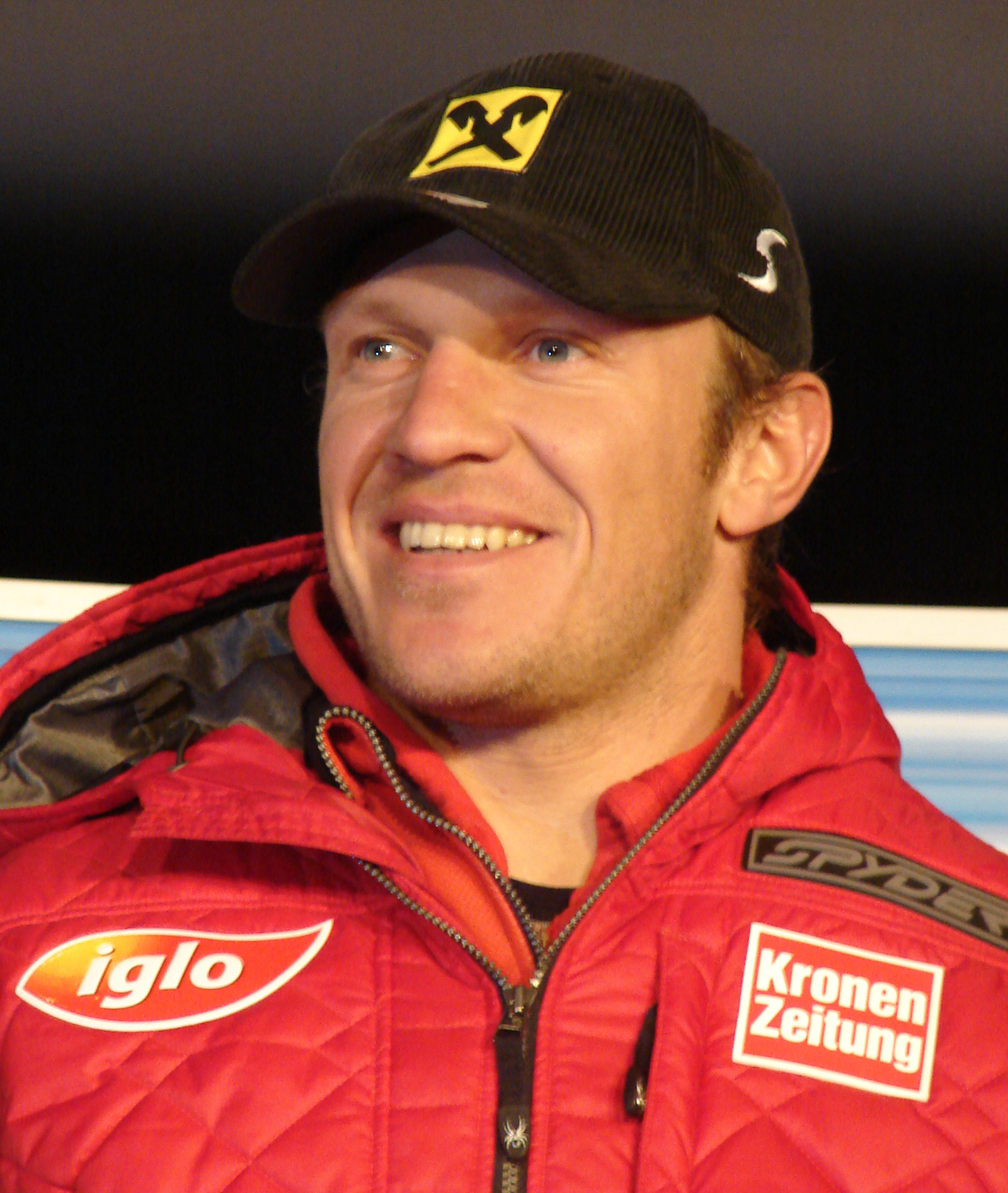
Hermann Maier, winnaar van twee gouden medailles.

De Wereldkampioenschappen alpineskiën 1999 werden van 2 tot 14 februari 1999 gehouden in de Amerikaanse plaatsen Vail en Beaver Creek, beiden in de staat Colorado. Het was de vijfendertigste editie van de wereldkampioenschappen, die om de twee jaar worden gehouden door de Fédération Internationale de Ski. Dit was de derde keer dat de niet-olympische wereldkampioenschappen in de VS plaatsvonden, na Vail in 1989 en Aspen in 1950.
Lasse Kjus uit Noorwegen behaalde een plaats in de top twee in alle onderdelen, met twee gouden en drie zilveren medailles. De Oostenrijker Hermann Maier won twee gouden medailles in de Afdaling en de Super-G. Bij de Super-G deelde Kjus de gouden medaille met de Oostenrijker Hermann Maier, die daarnaast ook de gouden medaille won op de afdaling.
In 2015 zullen Vail en Beaver Creek de wereldkampioenschappen nogmaals organiseren.

## Medailles

### Mannen
| Onderdeel    | Goud    | Goud                     | Zilver          | Zilver          | Brons | Brons               |
| ------------ | ------- | ------------------------ | --------------- | --------------- | ----- | ------------------- |
| Combinatie   | NOR     | Kjetil André Aamodt      | NOR             | Lasse Kjus      | SUI   | Paul Accola         |
| Afdaling     | AUT     | Hermann Maier            | NOR             | Lasse Kjus      | NOR   | Kjetil André Aamodt |
| Reuzenslalom | NOR     | Lasse Kjus               | LIE             | Marco Büchel    | SUI   | Steve Locher        |
| Slalom       | FIN     | Kalle Palander           | NOR             | Lasse Kjus      | AUT   | Christian Mayer     |
| Super G      | NOR AUT | Lasse Kjus Hermann Maier | niet uitgereikt | niet uitgereikt | AUT   | Hans Knauss         |

### Vrouwen
| Onderdeel    | Goud | Goud                  | Zilver | Zilver               | Brons | Brons                |
| ------------ | ---- | --------------------- | ------ | -------------------- | ----- | -------------------- |
| Combinatie   | SWE  | Pernilla Wiberg       | AUT    | Renate Götschl       | FRA   | Florence Masnada     |
| Afdaling     | AUT  | Renate Götschl        | AUT    | Michaela Dorfmeister | AUT   | Stefanie Schuster    |
| Reuzenslalom | AUT  | Alexandra Meissnitzer | NOR    | Andrine Flemmen      | AUT   | Anita Wachter        |
| Slalom       | AUS  | Zali Steggall         | SWE    | Pernilla Wiberg      | NOR   | Trine Bakke          |
| Super G      | AUT  | Alexandra Meissnitzer | AUT    | Renate Götschl       | AUT   | Michaela Dorfmeister |

### Medaillespiegel
| Plaats | Land          | Goud | Zilver | Brons | Totaal |
| 1      | Oostenrijk    | 5    | 3      | 5     | 13     |
| 2      | Noorwegen     | 3    | 4      | 2     | 9      |
| 3      | Zweden        | 1    | 1      | 0     | 2      |
| 4      | Australië     | 1    | 0      | 0     | 1      |
| 4      | Finland       | 1    | 0      | 0     | 1      |
| 6      | Liechtenstein | 0    | 1      | 0     | 1      |
| 7      | Zwitserland   | 0    | 0      | 2     | 2      |
| 8      | Frankrijk     | 0    | 0      | 1     | 1      |
| Totaal | Totaal        | 11   | 9      | 10    | 30     |

## Resultaten
Grote winnaar was de Noor Lasse Kjus, met twee gouden medailles op de Super-G en Reuzenslalom, en drie zilveren medailles op de afdaling, slalom en de combinatie.
Ook het Oostenrijkse vrouwenteam behaalde succes, en wist alle podiumplaatsen te bemachtigen op de onderdelen afdaling en Super-G.
Oostenrijk was als land het meest succesvol, en wist in totaal dertien medailles te behalen. Noorwegen kwam hier op een tweede plaats, met 9 medailles.

### Afdaling
| Mannen | Mannen              | Mannen | Mannen  |
| #      | Naam                | Land   | Tijd    |
| ------ | ------------------- | ------ | ------- |
| Goud   | Hermann Maier       | AUT    | 1.40,60 |
| Zilver | Lasse Kjus          | NOR    | 1.40,91 |
| Brons  | Kjetil André Aamodt | NOR    | 1.41,17 |
| 4      | Hans Knauss         | AUT    | 1.41,19 |
| 5      | Stephan Eberharter  | AUT    | 1.41,40 |
| 6      | Werner Franz        | AUT    | 1.41,75 |
| 7      | Bruno Kernen        | SUI    | 1.41,98 |
| 8      | Audun Grønvold      | NOR    | 1.42,37 |
| 9      | Kristian Ghedina    | ITA    | 1.42,79 |
| 10     | Patrick Järbyn      | SWE    | 1.42,94 |

| Vrouwen | Vrouwen               | Vrouwen | Vrouwen |
| #       | Naam                  | Land    | Tijd    |
| ------- | --------------------- | ------- | ------- |
| Goud    | Renate Götschl        | AUT     | 1.48,20 |
| Zilver  | Michaela Dorfmeister  | AUT     | 1.48,35 |
| Brons   | Stefanie Schuster     | AUT     | 1.48,37 |
| 4       | Alexandra Meissnitzer | AUT     | 1.48,47 |
| 5       | Regina Häusl          | GER     | 1.48,92 |
| 6       | Melanie Suchet        | FRA     | 1.48,97 |
| 7       | Melanie Turgeon       | CAN     | 1.49,04 |
| 8       | Megan Gerety          | USA     | 1.49,30 |
| 9       | Isolde Kostner        | ITA     | 1.49,49 |
| 10      | Martina Ertl          | GER     | 1.49,53 |

### Super-G
| Mannen | Mannen              | Mannen | Mannen  |
| #      | Naam                | Land   | Tijd    |
| ------ | ------------------- | ------ | ------- |
| Goud   | Lasse Kjus          | NOR    | 1.14,53 |
| Goud   | Hermann Maier       | AUT    | 1.14,53 |
| Brons  | Hans Knauss         | AUT    | 1.14,54 |
| 4      | Stephan Eberharter  | AUT    | 1.14,75 |
| 5      | Paul Accola         | SUI    | 1.14,79 |
| 6      | Chad Fleischer      | USA    | 1.14,81 |
| 7      | Steve Locher        | SUI    | 1.15,27 |
| 8      | Didier Cuche        | SUI    | 1.15,37 |
| 9      | Kjetil André Aamodt | NOR    | 1.15,38 |
| 10     | Kristian Ghedina    | ITA    | 1.15,63 |

| Vrouwen | Vrouwen               | Vrouwen | Vrouwen |
| #       | Naam                  | Land    | Tijd    |
| ------- | --------------------- | ------- | ------- |
| Goud    | Alexandra Meissnitzer | AUT     | 1.20,53 |
| Zilver  | Renate Götschl        | AUT     | 1.20,56 |
| Brons   | Michaela Dorfmeister  | AUT     | 1.20,74 |
| 4       | Hilde Gerg            | GER     | 1.20,83 |
| 5       | Martina Ertl          | GER     | 1.20,98 |
| 6       | Isolde Kostner        | ITA     | 1.21,21 |
| 7       | Sylviane Berthod      | SUI     | 1.21,34 |
| 8       | Corinne Rey-Bellet    | SUI     | 1.21,46 |
| 9       | Pernilla Wiberg       | SWE     | 1.21,58 |
| 10      | Florence Masnada      | FRA     | 1.21,65 |

### Slalom
| Mannen | Mannen               | Mannen | Mannen  |
| #      | Naam                 | Land   | Tijd    |
| ------ | -------------------- | ------ | ------- |
| Goud   | Kalle Palander       | FIN    | 1.42,12 |
| Zilver | Lasse Kjus           | NOR    | 1.42,23 |
| Brons  | Christian Mayer      | AUT    | 1.42,25 |
| 4      | Giorgio Rocca        | ITA    | 1.42,33 |
| 5      | Benjamin Raich       | AUT    | 1.42,55 |
| 6      | Thomas Stangassinger | AUT    | 1.42,82 |
| 7      | Kjetil André Aamodt  | NOR    | 1.42,91 |
| 8      | Bode Miller          | USA    | 1.42,94 |
| 9      | Paul Accola          | SUI    | 1.43,24 |
| 10     | Jure Kosir           | SLO    | 1.43,28 |

| Vrouwen | Vrouwen            | Vrouwen | Vrouwen |
| #       | Naam               | Land    | Tijd    |
| ------- | ------------------ | ------- | ------- |
| Goud    | Zali Steggall      | AUS     | 1.33,97 |
| Zilver  | Pernilla Wiberg    | SWE     | 1.34,77 |
| Brons   | Trine Bakke        | NOR     | 1.35,00 |
| 4       | Andrine Flemmen    | NOR     | 1.35,06 |
| 5       | Riita Pitkänen     | FIN     | 1.35,12 |
| 6       | Karin Köllerer     | AUT     | 1.35,22 |
| 7       | Urška Hrovat       | SLO     | 1.35,23 |
| 8       | Deborah Compagnoni | ITA     | 1.35,33 |
| 9       | Anita Wachter      | AUT     | 1.35,34 |
| 10      | Allison Forsyth    | CAN     | 1.35,59 |

### Reuzenslalom
| Mannen | Mannen               | Mannen | Mannen  |
| #      | Naam                 | Land   | Tijd    |
| ------ | -------------------- | ------ | ------- |
| Goud   | Lasse Kjus           | NOR    | 2.19,31 |
| Zilver | Marco Büchel         | LIE    | 2.19,36 |
| Brons  | Steve Locher         | SUI    | 2.20,79 |
| 4      | Fredrik Nyberg       | SWE    | 2.21,14 |
| 4      | Paul Accola          | SUI    | 2.21,14 |
| 6      | Patrick Holzer       | ITA    | 2.21,16 |
| 7      | Michael von Grünigen | SUI    | 2.21,24 |
| 8      | Christian Mayer      | AUT    | 2.21,25 |
| 9      | Sami Uotila          | FIN    | 2.21,97 |
| 10     | Raphael Burtin       | FRA    | 2.22,06 |

| Vrouwen | Vrouwen               | Vrouwen | Vrouwen |
| #       | Naam                  | Land    | Tijd    |
| ------- | --------------------- | ------- | ------- |
| Goud    | Alexandra Meissnitzer | AUT     | 2.08,54 |
| Zilver  | Andrine Flemmen       | NOR     | 2.08,84 |
| Brons   | Anita Wachter         | AUT     | 2.09,13 |
| 4       | Pernilla Wiberg       | SWE     | 2.09,27 |
| 5       | Martina Ertl          | GER     | 2.09,46 |
| 6       | Corinne Rey-Bellet    | SUI     | 2.09,52 |
| 7       | Deborah Compagnoni    | ITA     | 2.09,90 |
| 8       | Špela Pretnar         | SLO     | 2.09,98 |
| 9       | Leila Piccard         | FRA     | 2.10,18 |
| 10      | Anna Ottosson         | SWE     | 2.10,30 |

### Combinatie
| Mannen | Mannen              | Mannen | Mannen  |
| #      | Naam                | Land   | Tijd    |
| ------ | ------------------- | ------ | ------- |
| Goud   | Kjetil André Aamodt | NOR    | 2.43,09 |
| Zilver | Lasse Kjus          | NOR    | 2.43,25 |
| Brons  | Paul Accola         | SUI    | 2.43,62 |
| 4      | Christian Mayer     | AUT    | 2.43,89 |
| 5      | Bruno Kernen        | SUI    | 2.44,92 |
| 6      | Michael Walchhofer  | AUT    | 2.44,98 |
| 7      | Alessandro Fattori  | ITA    | 2.45,88 |
| 8      | Yves Dimier         | FRA    | 2.47,04 |
| 9      | Andreas Ertl        | GER    | 2.48,06 |
| 10     | Ivan Bormolini      | ITA    | 2.48,27 |

| Vrouwen | Vrouwen              | Vrouwen | Vrouwen |
| #       | Naam                 | Land    | Tijd    |
| ------- | -------------------- | ------- | ------- |
| Goud    | Pernilla Wiberg      | SWE     | 3.08,52 |
| Zilver  | Renate Götschl       | AUT     | 3.08,67 |
| Brons   | Florence Masnada     | FRA     | 3.08,97 |
| 4       | Hilde Gerg           | GER     | 3.09,38 |
| 5       | Trude Gimle          | NOR     | 3.10,51 |
| 6       | Michaela Dorfmeister | AUT     | 3.11,36 |
| 7       | Janica Kostelić      | CRO     | 3.11,78 |
| 8       | Corinne Rey-Bellet   | SUI     | 3.12,63 |
| 9       | Pia Käyhkö           | FIN     | 3.15,17 |
| 10      | Jonna Mendes         | USA     | 3.15,50 |